# グスタフ・ド・ラバル
カール・グスタフ・パトリック・ド・ラバル（Karl Gustaf Patrik de Laval、1845年5月9日 - 1913年2月2日）は、スウェーデンの技術者、発明家。蒸気タービンや酪農用機械の設計で知られている。

## 生涯
ダーラナ地方のオーシャ（Orsa）出身。1863年、ストックホルム王立技術院（後のスウェーデン王立工科大学）に入学し、1866年に機械工学の学士号を取得。1867年にはウプサラ大学に入学し、1872年に化学の博士課程を修了。
1882年、衝動蒸気タービンの概念を確立し、1887年には小型の蒸気タービンが製造可能であることを示すため、試作品を製作した。1890年、蒸気の噴流の速度を超音速にするノズルを開発し、蒸気圧ではなく蒸気の運動エネルギーを使えるようにした。このノズルはドラバル・ノズルと呼ばれ、現代のロケットエンジンノズルに使われている。ド・ラバルの蒸気タービンは最高30,000rpmで動作可能である。そのタービンのホイールは長い柔軟な軸に設置されていて、2つの軸受は長い軸の両端にあった。ホイールが完全に釣合いがとれていることは考えられないので、こうすることでその回転軸が振動しても軸受を壊さないようにしたのである。タービンを高速回転させるため、伝動装置の小型化のための新たな手法を考案した。その手法は現在も使われている。当時入手可能な材料の強度は巨大な遠心力に対して不十分で、そのためにタービンの出力が制限されていたため、発電用の大規模な蒸気タービンにはチャールズ・アルジャーノン・パーソンズの開発した複合型蒸気タービンが使われることになった。
タービンの軸受けには潤滑油が使われていて、高圧の蒸気が潤滑油を汚染してしまうため、蒸気タービンを商用化するには潤滑油と水の分離装置を開発しなければならなかった。いくつかの方法を試した後、彼は遠心分離機が入手も容易で有効だと判断した。いくつかの遠心分離機を試作し、様々な用途で使える遠心分離機を完成させた。
ド・ラバルは酪農業界にも重要な貢献をしている。例えば、世界初の乳とクリームの分離機、初期の搾乳機などで、最初の搾乳機は1894年に特許を取得した。1883年、 Oscar Lamm と共にアルファ・ラバル社を創業（1963年までの社名は AB Separator）した。しかし、彼の創業した会社が搾乳機を発売したのは、彼の死後の1918年だった。
1886年、グスタフ・ド・ラバルはスウェーデン王立科学アカデミーの会員となった。
遺体はストックホルムの Norra begravningsplatsen に埋葬されている。

## ギャラリー

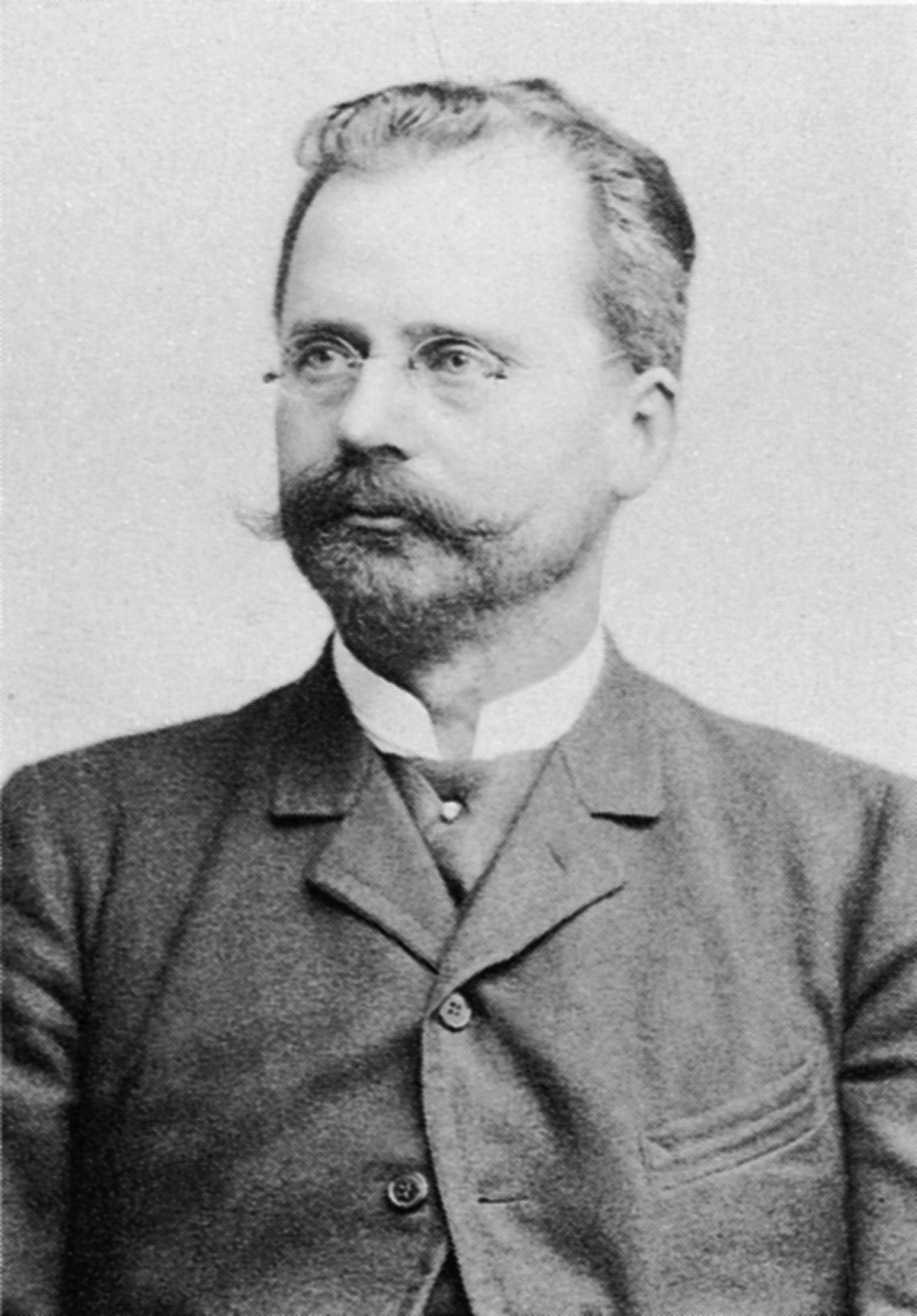
50歳のころのグスタフ・ド・ラバル
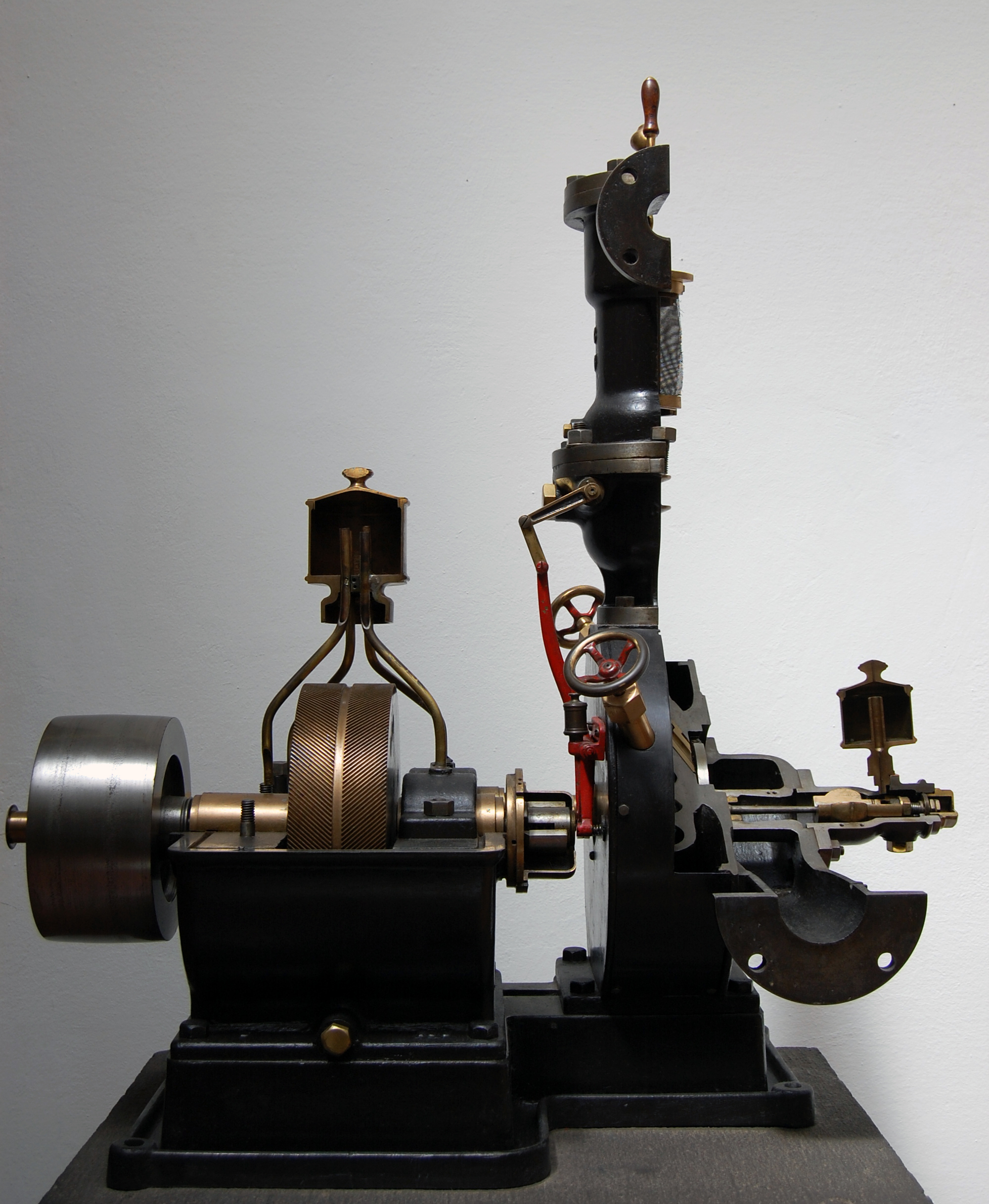
グスタフ・ド・ラバルが製作した衝動タービン（1888年、ミュンヘンのドイツ博物館にて展示）
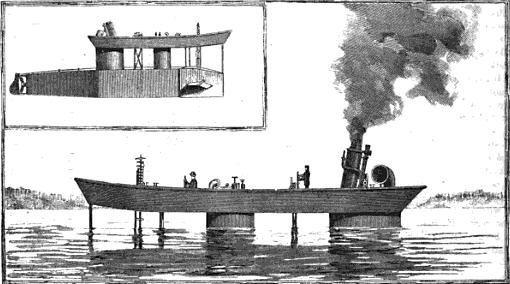
グスタフ・ド・ラバルが発明した半潜水艇
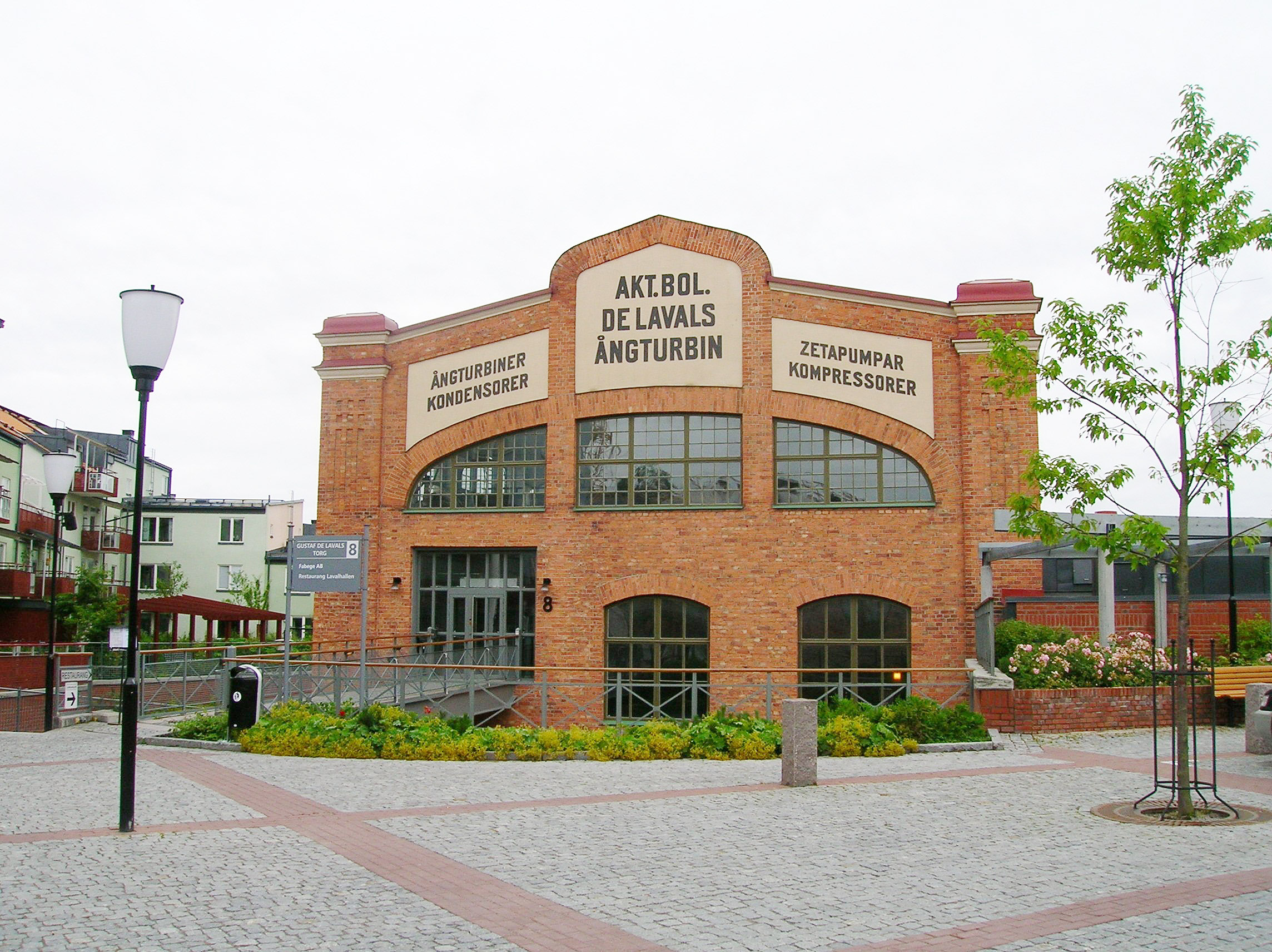
ド・ラバルの蒸気タービン工場だったストックホルム近郊の建物。現在はカンファレンスセンターになっている。